# Bianca (jument)
Pour les articles homonymes, voir Bianca.
Bianca (née le 26 mai 2006, morte le 11 juin 2021 d'une tumeur cérébrale) est une jument baie de saut d'obstacles, inscrite au stud-book du Selle suédois, fille de Balou du Rouet et de Coco, par Cardento.

## Histoire
Débutée par Nicholas Channing-Williams, elle est repérée en 2015 à Arezzo par Steve Guerdat. Après un essai fructueux de ce dernier, ses propriétaires décident de la confier au Suisse. Le couple fait ses débuts pendant le CSI-3* de Roeser. Moins d'un an plus tard, Guerdat choisit Mexico pour son premier Grand Prix 5*, où ils terminent au cinquième rang. Par la suite, le couple se montre performant et régulier, notamment sur le circuit Coupe du Monde.
Elle est acquise par Hofgut Albfuehren, d'où la modification de son nom en Albfuehren's Bianca. 
En 2017, Steve choisit Albfuehren's Bianca pour concourir dans la Finale Coupe du Monde avec une huitième place à la clé, et les championnats d'Europe de Göteborg où ils terminent quinzième et décrochent la médaille de bronze par équipes avec la Suisse.
L'année suivante, le couple remporte le Grand Prix 5* de Windsor et obtient la médaille de bronze en individuel aux Jeux équestres mondiaux de 2018 à Tryon, après une quatrième place par équipe. À l'issue de cette très belle année, elle est sacrée meilleure jument de sa discipline par Longines.
Elle meurt le 11 juin 2021 d'une tumeur au cerveau.

## Palmarès
Albfuehren's Bianca a notamment décroché :
- 2015 :
  - 2e d'une épreuve 150 cm lors du CSIW-5* de Londres
  - 10e d'un épreuve 145 cm lors du CSIW-5* de Stuttgart

- 2016 :
  - 5e du Grand Prix du CSI-3* d'Oliva
  - 7e du Grand Prix du CSI-3* de San Giovanni
  - 5e du Grand Prix du CSI-5* de Mexico lors du Global Champions Tour
  - 2e du Grand Prix du CSI-5* de Bruxelles lors des Stephex Masters
  - 4e du Grand Prix Coupe du monde du CSIW-5* de Oslo
  - 5e du Grand Prix Coupe du monde du CSIW-5* de Helsinki
  - 2e du Grand Prix Coupe du monde du CSIW-5* de Stuttgart
- 2017 :
  - 8e de la Finale Coupe du Monde de Omaha
  - 2e de la Coupe des Nations du CSIO-5* de St-Gallen
  - 2e de la Coupe des Nations du CSIO-5* de Rotterdam
  - Médaille de Bronze par équipes aux Championnats d'Europe de Göteborg
  - 4e de la Finale Coupe des Nations du CSIO-5* de Barcelone
  - 3e du Grand Prix Coupe du monde du CSIW-5* de Lyon
- 2018 :
  - 9e du Grand Prix du CSI-5* d'Hertogenbosch lors du Rolex Grand Slam
  - 10e de Finale Coupe du Monde de Paris AccorHotels Arena
  - Vainqueur du Grand Prix du CSI-5* de Windsor
  - 2e de la Coupe des Nations du CSIO-5* de St-Gallen
  - 8e du Grand Prix du CSIO-5* de Rotterdam
  - 4e du Grand Prix du CSI-5* de Knokke
  - 5e du Grand Prix du CHIO-5* de Aix-la-Chapelle lors du Rolex Grand Slam
  - Médaille de Bronze en individuel aux Jeux Equestres Mondiaux de Tryon et 4e par équipes
  - 3e du Grand Prix Coupe du monde du CSIW-5* de Lyon
  - 2e du Grand Prix du CHI-5* de Genève lors du Rolex Grand Slam
- 2019 :
  - 2e du Grand Prix du CSI-5* d'Hertogenbosch lors du Rolex Grand Slam
  - Vainqueur de la Coupe des Nations du CSIO-5* de La Baule & 2e du Grand Prix du CSIO-5*
  - 3e de la Coupe des Nations du CSIO-5* de St-Gallen
  - 2e du Grand Prix du CSI-5* de Calgary
  - 10e du Grand Prix du CHIO-5* de Aix-la-Chapelle lors du Rolex Grand Slam
  - 12e en individuel des Championnats d'Europe de Rotterdam

## Origines
Bianca est une fille de l'étalon Balou du Rouet et de la jument Coco, par Cardento.